# Yoshida Sunao
Sunao Yoshida (en japonés 吉田直 Yoshida Sunao, 24 de octubre de 1969 - 15 de julio de 2004), fue un pseudónimo del novelista japonés Sunao Matsumoto (松本 素直 Matsumoto Sunao).

## Biografía
Nació en la Prefectura de Fukuoka, se graduó del colegio La Salle de Kagoshima, estudió en la  Universidad de Waseda en Tokio, obtuvo su maestría en la Universidad de Kioto.
Yoshida fue conocido principalmente por sus novelas ligeras, un género literario japonés que incluye historias para el público joven, caracterizado por su sencillez y la profusión de ilustraciones, además con cubiertas ilustradas con estilo anime,  su primera novela fue Ángel Genocida.

## Obra
Es autor de varias novelas, entre ellas se encuentran:
- Jenosaido Enjeru - Hangyaku Kamigami. (Ángel genocida: La traición de los dioses) 1997. Kadogawa Shoten.
- Fighter.
- Trinity Blood, publicada en la revista The Sneaker, de la editorial Kadokawa Shoten, la serie Trinity Blood fue publicada en América por la editorial TOKYOPOP en sus sagas:
  - Toriniti Burado Rage Against the Moons (R.A.M). (Trinity Blood: Rabia contra las lunas) seis volúmenes, 2001-2004. Kadogawa Shoten.
  - Toriniti Burado Reborn on the Mars (R.O.M). (Trinity Blood: Renacimiento en Marte) seis volúmenes, 2001-2003. Kadogawa Shoten.
  - Toriniti Burado Reborn on the Mars "Kyokko no Kiba". (Trinity Blood: Renacido el 7 de marzo, el colmillo de la aurora). Obra inconclusa.

## Premios
Yoshida Sunao ganó el Gran Premio Sneaker, luego de publicar la segunda edición de su obra Genocide Angel.

## Muerte
Yoshida murió en junio de 2004 debido a una obstrucción pulmonar poco después de dar la noticia de la adaptación de su novela al anime. El estudio de animación Gainax, designaría a Yoshida como jefe para designar el mundo de su proyecto Bushilord, pero fue retrasado indefinidamente luego de su muerte. Entre junio y octubre de 2006, sus editoras, Kadokawa Shoten, Gonzo (studio) y Broccoli (company), mantuvieron una exhibición en memoria de la obra de Sunao, en su casa en Ashiyamachi, Fukuoka.